# 特里尼蒂 (阿拉巴马州)
特里尼蒂（英文：Trinity），是美国阿拉巴马州下属的一座城市。面积约为4.41平方英里（约合11.42平方公里）。根据2010年美国人口普查，该市有人口2,095人，人口密度为475.16/平方英里（约合183.45/平方公里）。